# Glaser-Dirks DG-400
Dimensions
Le Glaser-Dirks DG-400 est un motoplaneur monoplace fabriqué par Glaser-Dirks entre 1981 et 1990. Il a été le premier motoplaneur à dispositif rétractable produit à grande échelle.

## Histoire
Le coût de la fibre de carbone devenu accessible à la fin des années 1970 a permis de l'utiliser dans la fabrication des longerons. Glaser-Dirks a présenté une version carbone du DG-200.
Le concepteur, Wilhelm Dirks, compte tenu de l'envergure, de la tenue mécanique et du poids de l'aile, a prévu d'installer un moteur pour le DG-400 devient un motoplaneur sans être pénalisé par petit temps. Son premier vol a été effectué au mois de mai 1981.
Le DG-400 emploie les ailes et la plupart des systèmes du DG-202. Il a un fuselage modifié avec une section arrière légèrement agrandie et des renforts de fibre de carbone pour installer un moteur, qui est une unité relativement grande avec le démarreur électrique et le système de rétraction électrique de l'hélice.
De même que typique pendant le temps, le moteur, propulseur et le support pylône constituent une unité simple qui avance au flux d'air (dans des motoplaneurs plus récents le moteur reste habituellement à l'intérieur du fuselage). Le DG-400 peut voler en configuration 15 mètres ou 17 mètres. 
Le DG-400 n'a pas été conçu pour faire des compétitions, mais plutôt des vols loisirs. Néanmoins, plusieurs records mondiaux ont été réalisés avec cette machine.

## Sources
- DG-Flugzeugbau website
- Sailplane Directory